# Eila
Eila ist ein Gemeindeteil des Marktes Pressig im oberfränkischen Landkreis Kronach in Bayern.

## Geographie
Das Dorf liegt am Lauterbach, einem linken Zufluss der Haßlach, und ist von einer flachhügeligen Landschaft bestehend aus Acker- und Grünland umgeben, an das sich drei bewaldeten Anhöhen anschließen (Spitzberg: 517 m ü. NHN, 0,9 km südwestlich – Rotenberg: 529 m ü. NHN, 1,5 km nordöstlich – Bühl: 455 m ü. NHN, 1 km südöstlich). Die Kreisstraße KC 3 führt nach Pressig zur B 85 (0,7 km nordwestlich) bzw. nach Posseck (2,2 km südöstlich).

## Geschichte
Der Ort wurde 1307 erstmals urkundlich erwähnt.
Gegen Ende des 18. Jahrhunderts bestand Eila aus 13 Anwesen (1 Gut, 3 Dreiviertelgüter, 1 Fünfachtelgut, 1 Dreiachtelgut, 6 Halbgüter, 1 Viertelgut). Das Hochgericht übte das bambergische Centamt Kronach aus. Die Dorf- und Gemeindeherrschaft hatte das Vogteiamt Kronach inne. Die Grundherrschaft über die Anwesen hatte das Kastenamt Kronach. Neben diesen Anwesen gab es noch 1 Gemeindehirtenhaus und 1 Gemeindeziegelhütte mit Haus.
Eila kam durch den Reichsdeputationshauptschluss im Jahr 1803 an das Kurfürstentum Bayern. Mit dem Gemeindeedikt wurde Eila dem 1808 gebildeten Steuerdistrikt Neukenroth zugewiesen. Mit dem Zweiten Gemeindeedikt 1818 entstand die Ruralgemeinde Eila. Sie war in Verwaltung und Gerichtsbarkeit dem Landgericht Teuschnitz zugeordnet und in der Finanzverwaltung dem Rentamt Rothenkirchen. 1837 wurde Eila dem Landgericht Kronach und dem Rentamt Kronach (1919 in Finanzamt Kronach umbenannt) überwiesen. Ab 1862 gehörte Eila zum Bezirksamt Kronach (1939 in Landkreis Kronach umbenannt). Die Gerichtsbarkeit blieb beim Landgericht Kronach (1879 in Amtsgericht Kronach umbenannt). Die Gemeinde hatte eine Fläche von 3,494 km².
Im Zuge der Gebietsreform in Bayern wurde die Gemeinde Eila am 1. Januar 1977 nach Pressig eingegliedert.

### Baudenkmäler
- Ensemble von Wohnstallbauten
- Drei Wohnstallhäuser
- Fünf Bildstöcke
- Zwei Feldkreuze
- Gedenkstein

### Einwohnerentwicklung
| Jahr      | 1818  | 1840   | 1852   | 1855   | 1861   | 1867   | 1871   | 1875   | 1880   | 1885   | 1890   | 1895   | 1900   | 1905   | 1910   | 1919   | 1925   | 1933   | 1939   | 1946   | 1950   | 1952   | 1961  | 1970   | 1987   | 2018   |
| Einwohner | 97    | 116    | 93     | 101    | 99     | 100    | 100    | 108    | 111    | 103    | 96     | 100    | 88     | 89     | 83     | 86     | 89     | 89     | 100    | 133    | 123    | 118    | 99    | 107    | 110    | 106    |
| Häuser    | 14    |        |        |        |        |        | 15     |        |        | 18     | 15     |        | 17     |        |        |        | 14     |        |        |        | 15     |        | 20    |        | 28     |        |
| Quelle    | [ 7 ] | [ 10 ] | [ 10 ] | [ 10 ] | [ 11 ] | [ 12 ] | [ 13 ] | [ 14 ] | [ 15 ] | [ 16 ] | [ 17 ] | [ 10 ] | [ 18 ] | [ 10 ] | [ 19 ] | [ 10 ] | [ 20 ] | [ 10 ] | [ 10 ] | [ 10 ] | [ 21 ] | [ 10 ] | [ 1 ] | [ 22 ] | [ 23 ] | [ 24 ] |

## Religion
Eila ist römisch-katholisch geprägt und war ursprünglich nach St. Bartholomäus (Rothenkirchen) gepfarrt. Mit der Neubildung der Pfarrei Herz Jesu (Pressig) im Jahr 1937 sind die Katholiken dorthin gepfarrt.